# 伊予土居駅
伊予土居駅（いよどいえき）は、愛媛県四国中央市土居町土居にある四国旅客鉄道（JR四国）予讃線の駅である。駅番号はY26。駅名標のコメントは土居三山の麓の駅。
この駅は観音寺駅 - 伊予西条駅間の普通列車しか停車しない駅の中では利用者の多い駅で、特に学生の利用が多い。新居浜市など周辺市の高等学校や予備校・進学塾に通う学生、逆に愛媛県立土居高等学校に通う学生と、両方向の需要がある。

## 歴史
- 1919年（大正8年）9月1日：開業[3]。
- 1950年（昭和25年）3月17日：昭和天皇のお召し列車が5分間停車。駅前奉迎が行われる（昭和天皇の戦後巡幸）[5]。
- 1971年（昭和46年）11月8日：貨物取扱廃止[3]。
- 1985年（昭和60年）3月14日：荷物扱い廃止、停留所化[3]。駅員無配置駅となる[6]。
- 1987年（昭和62年）
  - 3月15日：職員を1人配置し、売店を併設した直営駅に戻る[6]。
  - 4月1日：国鉄分割民営化により四国旅客鉄道の駅となる[3]。
- 2010年（平成22年）10月1日：再び無人化[4]。

## 駅構造
島式ホーム1面2線を有する地上駅で、1線スルー構造を有する。（1番線が上下副本線、2番線が上下本線[制限速度100km/h]）
駅舎は簡易委託駅（駅員無配置）で平日午前7時から午後0時まで営業していたが、2010年10月1日に無人化された。
国鉄時代は有人駅で特急列車や急行列車も一部停車していたが、民営化後に集約化され簡易委託駅（新居浜駅からの業務）となり特急列車も原則通過駅となった。

### のりば
| のりば | 路線    | 方向 | 行先                       |
| ------ | ------- | ---- | -------------------------- |
| 1・2   | ■予讃線 | 下り | 新居浜・伊予西条・松山方面 |
| 1・2   | ■予讃線 | 上り | 伊予三島・多度津・高松方面 |

付記事項
- 駅舎内にある待合室には「おあしす文庫」と呼ばれる本棚がある

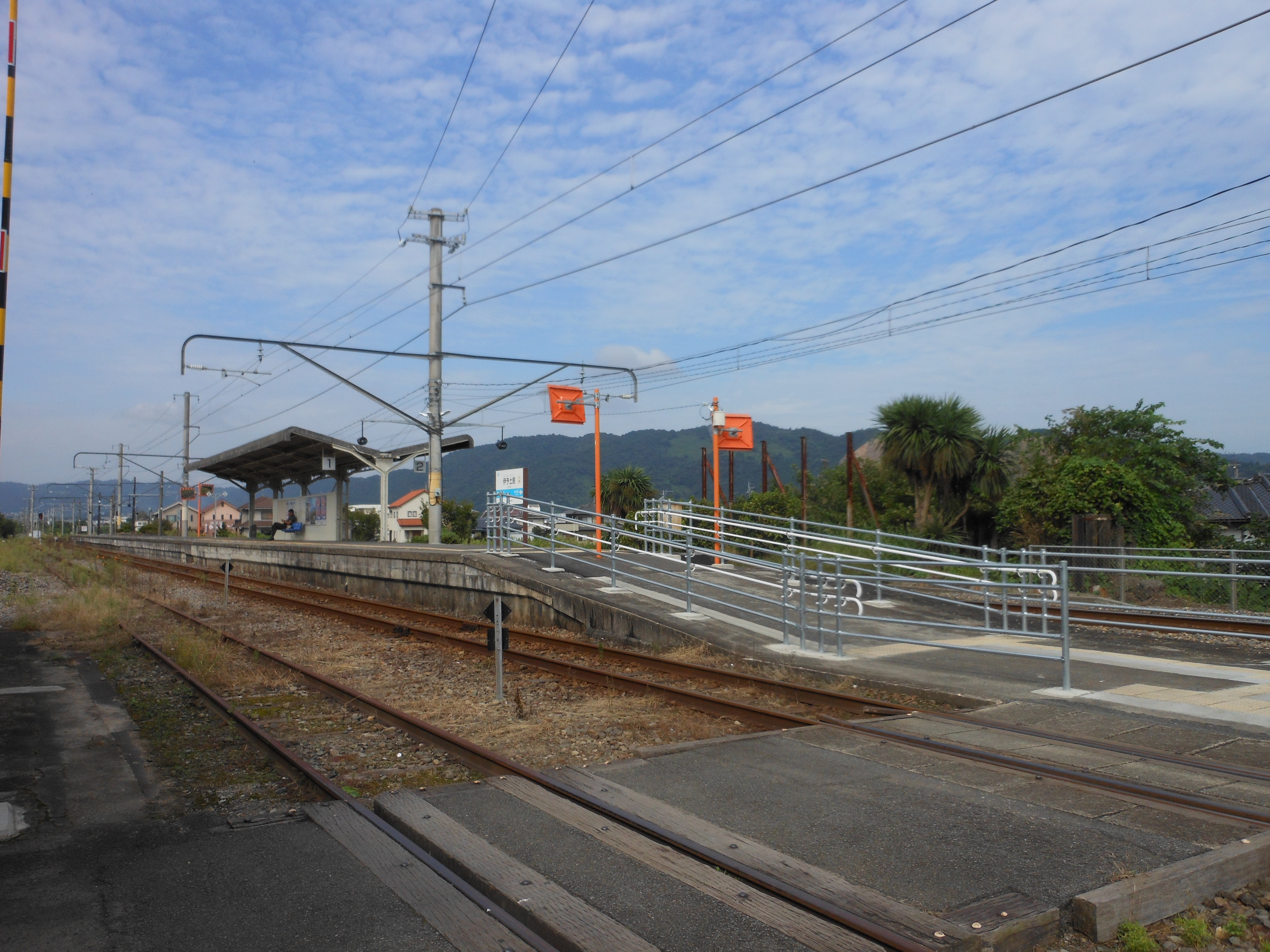
ホーム（2015年9月、赤星方より）

## 駅周辺
国道側は民家が多く、国道11号にはバス停留所やロードサイド店舗がある。なお、学校・教会・アリーナはその反対側にあるが、アリーナは駅からやや遠い所にある。
国道側
- 土居商店街
- 土居文化会館（ユーホール）
- 土居図書館
- 土居郵便局
- 延命寺（四国別格二十霊場12番霊場）
- 国道11号
- 愛媛県道128号蕪崎土居線
- 愛媛県道129号伊予土居停車場線
- せとうちバス「コープ土居前」停留所

反対側
- 愛媛県立土居高等学校
- 四国中央市立土居中学校
- 四国中央市立土居小学校
- 四国中央ゴスペルチャーチ
- 土居キリスト教会
- 天理教飯武分教会
- うま農業協同組合（JAうま）土居中央支店
- 愛媛県道128号蕪崎土居線

## 隣の駅
四国旅客鉄道（JR四国）
■予讃線
■快速「サンポート」・■普通
赤星駅 (Y25) - 伊予土居駅 (Y26) - 関川駅 (Y27)